# Nubbel
 (février 2023).
La mise en forme du texte ne suit pas les recommandations de Wikipédia : il faut le « wikifier ».
Les points d'amélioration suivants sont les cas les plus fréquents. Le détail des points à revoir est peut-être précisé sur la page de discussion.
- Les titres sont pré-formatés par le logiciel. Ils ne sont ni en capitales, ni en gras.
- Le texte ne doit pas être écrit en capitales (les noms de famille non plus), ni en gras, ni en italique, ni en « petit »…
- Le gras n'est utilisé que pour surligner le titre de l'article dans l'introduction, une seule fois.
- L'italique est rarement utilisé : mots en langue étrangère, titres d'œuvres, noms de bateaux, etc.
- Les citations ne sont pas en italique mais en corps de texte normal. Elles sont entourées par des guillemets français : « et ».
- Les listes à puces sont à éviter, des paragraphes rédigés étant largement préférés. Les tableaux sont à réserver à la présentation de données structurées (résultats, etc.).
- Les appels de note de bas de page (petits chiffres en exposant, introduits par l'outil «  Source ») sont à placer entre la fin de phrase et le point final[comme ça].
- Les liens internes (vers d'autres articles de Wikipédia) sont à choisir avec parcimonie. Créez des liens vers des articles approfondissant le sujet. Les termes génériques sans rapport avec le sujet sont à éviter, ainsi que les répétitions de liens vers un même terme.
- Les liens externes sont à placer uniquement dans une section « Liens externes », à la fin de l'article. Ces liens sont à choisir avec parcimonie suivant les règles définies. Si un lien sert de source à l'article, son insertion dans le texte est à faire par les notes de bas de page.
- La présentation des références doit suivre les conventions bibliographiques. Il est recommandé d'utiliser les modèles {{Ouvrage}}, {{Chapitre}}, {{Article}}, {{Lien web}} et/ou {{Bibliographie}}. Le mode d'édition visuel peut mettre en forme automatiquement les références.
- Insérer une infobox (cadre d'informations à droite) n'est pas obligatoire pour parachever la mise en page.

Pour une aide détaillée, merci de consulter Aide:Wikification.
Si vous pensez que ces points ont été résolus, vous pouvez retirer ce bandeau et améliorer la mise en forme d'un autre article.

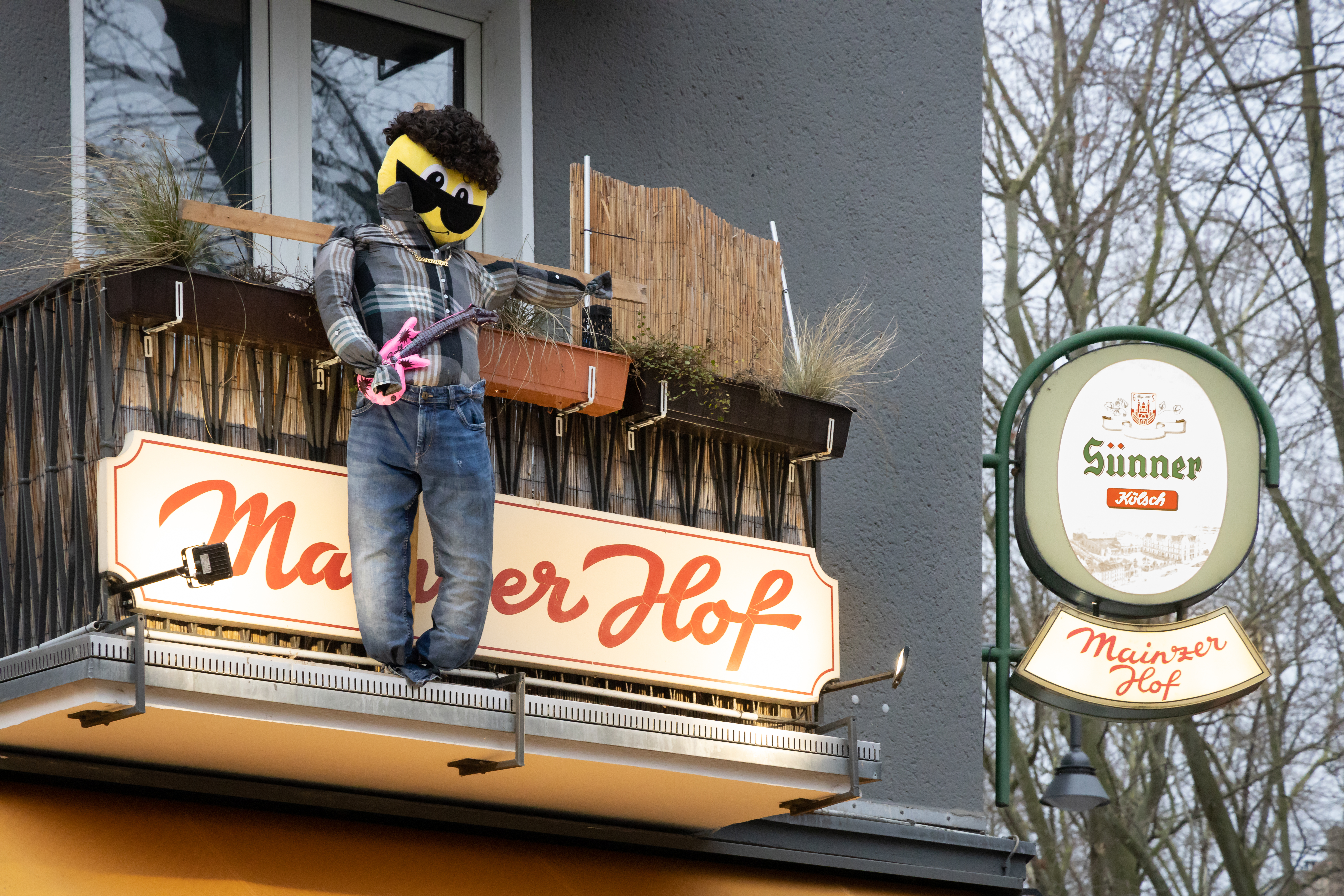
Un nubbel au-dessus d'une entrée de pub dans le quartier Südstadt de Cologne.

Nubbel est le nom d'un mannequin de paille habillé, apparu vers 1950 représentant le bouc émissaire du carnaval rhénan. Le Nubbel, également appelé Zacheies dans le carnaval de Cologne, est suspendu au-dessus de nombreux bars pendant la période du carnaval et est brûlé lors d'une cérémonie dans la nuit du mercredi des Cendres.
Le terme Nubbel était déjà utilisé à Cologne au XVIIIe siècle, indépendamment du mannequin de paille. Il était utilisé comme nom d'une personne masculine indéterminée lorsque les gens ne pouvaient ou ne voulaient pas donner d'autres informations, par exemple comme « Nubbel's Chris » (quelqu'un), « il est chez Nubbel » (il est quelque part), « c'était le Nubbel » (c'était quelqu'un).

## Brûler le Nubbel

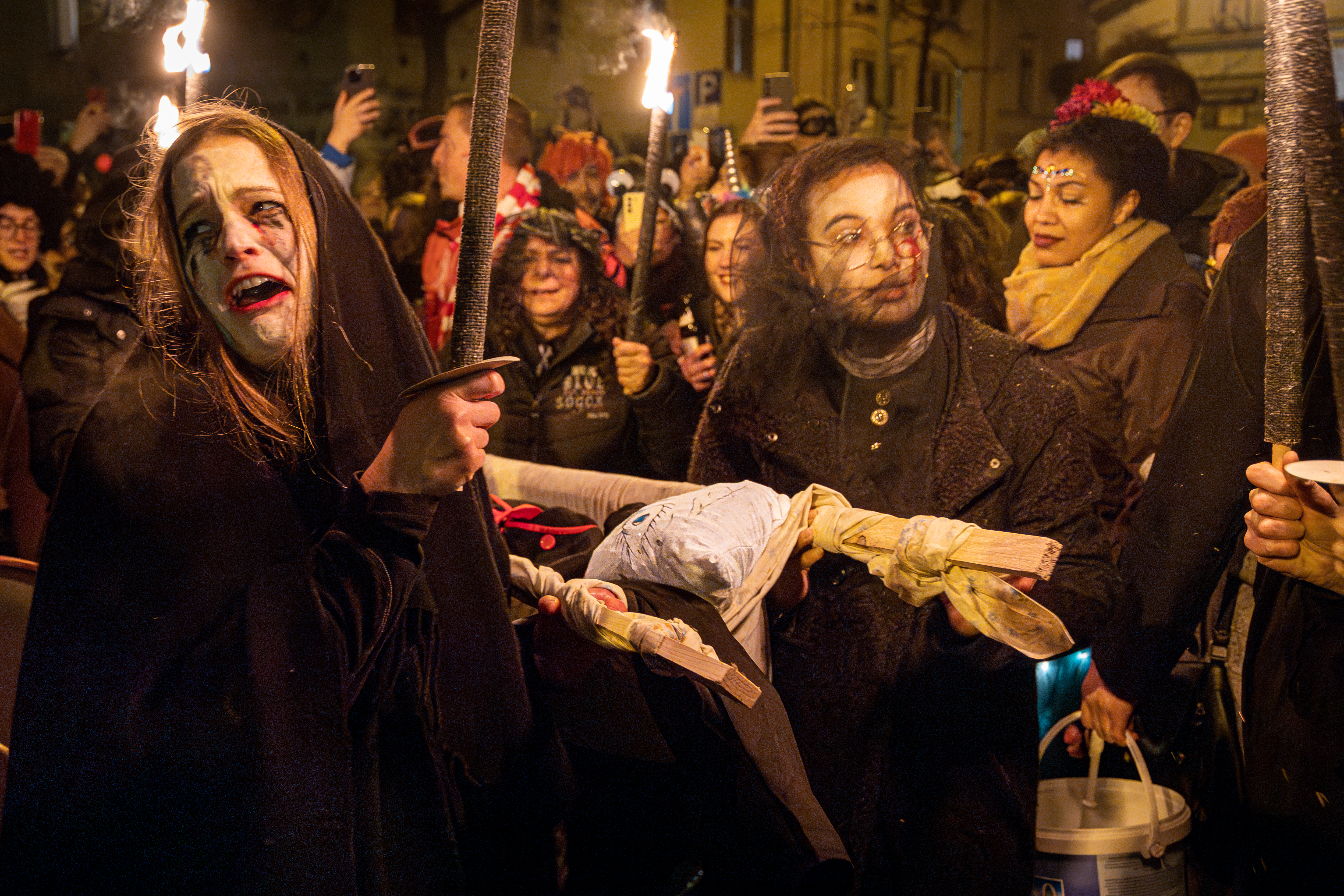
La mort du Nubbel est pleurée dans un cortège funèbre.

L'incinération d'un personnage à la fin du carnaval est historiquement attestée en Rhénanie depuis le début du XIXe siècle. L'écrivain de Cologne Ernst Weyden écrit dans ses mémoires des années 1820, lorsque les carnavals de Cologne ont été réorganisés, que le mercredi des Cendres, « le carnaval était porté dans sa tombe » : « Avec un cortège funèbre solennel, une poupée était portée sur une civière à travers la ville et brûlée sur une place ». Weyden évoque également une « ancienne coutume festive » qui « a survécu dans le sud de l'Allemagne et même en Grèce » et veut voir une « cérémonie funéraire pomphique du carnaval » sous forme de jeu de carnaval également en 1812 auprès des troupes napoléoniennes alors stationnées à Cologne.
L'ordre exact de cette tradition varie d'une ville à l'autre et d'un pub à l'autre. Normalement, le Nubbel est placé sur la façade des pubs, près de la porte, pendant la nuit du jeudi gras, qui marque le début du carnaval de rue. Lors d'un bref défilé autour du pâté de maisons, il est enterré solennellement le mardi gras à minuit, aux flambeaux ou à la lumière des bougies.

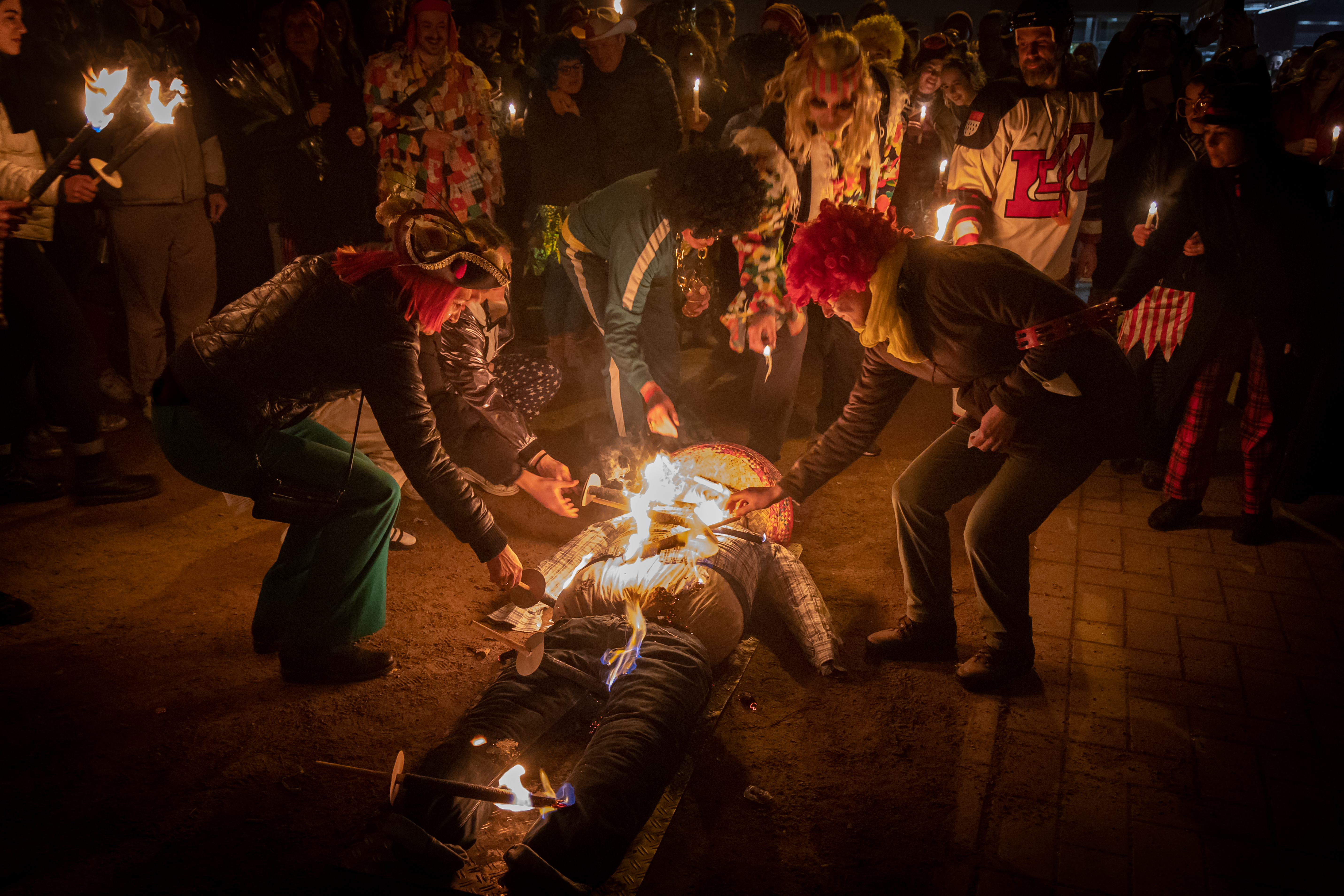
Le Nubbel est allumé collectivement.

Ensuite, une accusation est récitée. Cela se fait généralement en dialecte et souvent en rimes. L'accusateur est un carnavalier habillé en clerc. Au début, la foule défend le Nubbel, mais finalement ils sont convaincus de sa culpabilité et demandent vengeance. L'accusation culmine alors, par exemple, dans des questions rhétoriques telles que : « À qui la faute si nous avons bu tout notre argent ? Qui est à blâmer pour avoir trompé nos partenaires ? » . La foule moqueuse répond à l'orateur par un fort « C'était le Nubbel ! » , « Le Nubel est à blâmer, qu'il brûle ! » ou similaire.
Selon le folklore du carnaval, le fait de brûler le Nubbel entraîne le pardon des péchés et des infractions commises pendant la période du carnaval. Après l'incinération, le groupe retourne au pub et continue à jouer de la musique de carnaval jusqu'au matin du mercredi des Cendres, lorsque la saison du carnaval prend fin.